# エドウィン・デーヴィス

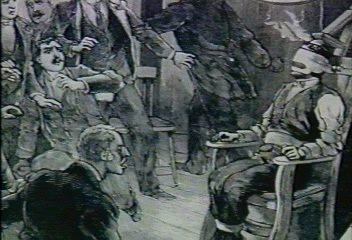
ケムラーの処刑を描いた絵

エドウィン・F・デーヴィス（Edwin F. Davis）は世界初の「州の電気技術者」（電気椅子による死刑執行人）である。世界で最初に電気椅子による死刑執行を行い、電気椅子の実務上の詳細を決めた人物である。
彼は1890年8月6日にニューヨーク州のオーバーン刑務所でウィリアム・ケムラーに世界初となる電気椅子による死刑執行を行った。
1899年4月8日にはマーサ・プレイスに二度目の死刑執行を行った。
デーヴィスは、電気椅子の特定の特徴に関する特許を取得した。
（1897年8月3日に、彼の「電気処刑椅子」は米国特許第587,649号を認められた。）
なお、電気椅子の特許登録名は「Electric　chair（電気椅子）」ではなく「Electrocution-Chair（感電死椅子）」である。